# Guillaume Gille
Guillaume Gille (Valence, 1976. július 12. –) olimpiai, világ-, és Európa-bajnok francia kézilabdázó, irányító. Testvére, Bertrand Gille szintén válogatott kézilabdázó, akivel teljes pályafutása alatt végig azonos csapatokban szerepelt.

## Pályafutása
Pályafutását a HBC Loriol nevezetű csapatban kezdte 1984-ben és 1996-ig volt a klub játékosa. Ekkor a Chambéry Savoie HB csapatához igazolt, amely csapattal 2001-ben francia bajnoki címet szerzett. Pályafutása legeredményesebb szakaszában 2002-től 10 éven át a HSV Hamburg csapatában játszott. 2006-ban megnyerte csapatával a Német kupát, majd 2007-ben a Kupagyőztesek Európa-kupáját. 2011-ben sikerült megnyernie a Bundesligát. Az Hamburgban töltött tíz szezon során több mint 400 mérkőzésen lépett pályára. 2012-ben visszatért korábbi francia csapatához, újra a Chambéry játékosa lett.
A francia válogatottban 1996. november 26-án mutatkozhatott be egy Jugoszlávia elleni mérkőzésen. A nemzeti csapattal 2012-ig az összes rangos nemzetközi-tornát sikerült megnyernie legalább egyszer. A világbajnokságot, az Európa-bajnokságot és az olimpiát két-két alkalommal nyerte meg.
Játékospályafutása lezárása után 2016-tól a francia válogatott szövetségi kapitányának kinevezett korábbi játékostársa, Didier Dinart munkáját segítette edzőként, majd miután Dinart a 2020-as Európa-bajnokságot követően távozott a nemzeti csapat éléről, átvette a posztját. Irányításával a francia csapat megnyerte a 2021-ben megrendezett tokiói olimpiát, a 2023-as világbajnokságon ezüstérmes lett, 2024-ben pedig megnyerte az Európa-bajnokságot.

## Bundesliga statisztika
| Szezon    | Csapat      | Bajnokság  | Mérkőzések | Gólok | Hetesek | Összes gól |
| --------- | ----------- | ---------- | ---------- | ----- | ------- | ---------- |
| 2002/03   | HSV Hamburg | Bundesliga | 10         | 34    | 1       | 33         |
| 2003/04   | HSV Hamburg | Bundesliga | 31         | 111   | 0       | 111        |
| 2004/05   | HSV Hamburg | Bundesliga | 34         | 130   | 0       | 130        |
| 2005/06   | HSV Hamburg | Bundesliga | 33         | 84    | 0       | 84         |
| 2006/07   | HSV Hamburg | Bundesliga | 34         | 90    | 0       | 90         |
| 2007/08   | HSV Hamburg | Bundesliga | 30         | 66    | 0       | 66         |
| 2008/09   | HSV Hamburg | Bundesliga | 31         | 59    | 0       | 59         |
| 2009/10   | HSV Hamburg | Bundesliga | 33         | 62    | 0       | 62         |
| 2010/11   | HSV Hamburg | Bundesliga | 23         | 19    | 0       | 19         |
| 2011/12   | HSV Hamburg | Bundesliga | 34         | 26    | 0       | 26         |
| 2002–2012 | összesen    | Bundesliga | 293        | 681   | 1       | 680        |

## Sikerei

### Válogatottban
- Olimpiai bajnok: 2008, 2012
- Világbajnokság győztese: 2001, 2009
  - 3. helyezett: 1997, 2005
- Európa-bajnokság győztese: 2006, 2010
  - 3. helyezett: (2008)

### Klubcsapatban
- Kupagyőztesek Európa-kupája győztese: 2007
- Francia bajnokság győztese: 2001
  - 2. helyezett: 1998, 1999, 2000, 2002
- Francia-kupa győztese: 2002
- Német bajnokság győztese: 2011
  - 2. helyezett: 2004, 2007, 2009, 2010
- Német-kupa győztese: 2006, 2010
- Német szuperkupa győztese: 2004, 2006, 2009, 2010

### Vezetőedzőként
- Olimpiai bajnok: 2020
- Világbajnoki ezüstérmes: 2023
- Európa-bajnok: 2024